# Jon Sundvold
Jon Thomas Sundvold (Sioux Falls, 2 luglio 1961) è un ex cestista statunitense, professionista nella NBA.

## Carriera
Venne selezionato dai Seattle SuperSonics al primo giro del Draft NBA 1983 (16ª scelta assoluta).
Con gli Stati Uniti disputò i Campionati mondiali del 1982.

## Statistiche

### NBA

#### Regular season
| Anno      | Squadra           | PG  | PT | MP   | TC%  | 3P%  | TL%  | RP  | AP  | PRP | SP  | PP   |
| --------- | ----------------- | --- | -- | ---- | ---- | ---- | ---- | --- | --- | --- | --- | ---- |
| 1983-1984 | Seattle S.Sonics  | 73  | 2  | 17,6 | 44,5 | 24,3 | 88,9 | 1,2 | 3,3 | 0,4 | 0,0 | 6,9  |
| 1984-1985 | Seattle S.Sonics  | 73  | 1  | 15,8 | 42,5 | 31,6 | 81,4 | 1,0 | 2,8 | 0,5 | 0,0 | 5,5  |
| 1985-1986 | San Antonio Spurs | 70  | 4  | 16,4 | 46,2 | 35,0 | 81,3 | 1,1 | 3,7 | 0,5 | 0,0 | 7,1  |
| 1986-1987 | San Antonio Spurs | 76  | 42 | 23,2 | 48,6 | 33,6 | 83,3 | 1,3 | 4,1 | 0,5 | 0,0 | 11,2 |
| 1987-1988 | San Antonio Spurs | 52  | 12 | 19,7 | 46,4 | 40,6 | 89,6 | 0,9 | 3,5 | 0,5 | 0,0 | 8,1  |
| 1988-1989 | Miami Heat        | 68  | 8  | 19,7 | 45,5 | 52,2 | 82,5 | 1,3 | 2,0 | 0,4 | 0,0 | 10,4 |
| 1989-1990 | Miami Heat        | 63  | 2  | 13,8 | 40,8 | 44,0 | 84,6 | 1,1 | 1,6 | 0,4 | 0,0 | 6,1  |
| 1990-1991 | Miami Heat        | 24  | 0  | 9,4  | 40,2 | 42,9 | 100  | 0,4 | 1,0 | 0,3 | 0,0 | 4,7  |
| 1991-1992 | Miami Heat        | 3   | 0  | 2,7  | 33,3 | 100  | -    | 0,0 | 0,7 | 0,0 | 0,0 | 1,0  |
| Carriera  | Carriera          | 502 | 71 | 17,6 | 45,2 | 39,2 | 84,9 | 1,1 | 2,9 | 0,4 | 0,0 | 7,7  |

#### Play-off
| Anno     | Squadra           | PG | PT | MP   | TC%  | 3P%  | TL%  | RP  | AP  | PRP | SP  | PP   |
| -------- | ----------------- | -- | -- | ---- | ---- | ---- | ---- | --- | --- | --- | --- | ---- |
| 1984     | Seattle S.Sonics  | 3  | -  | 7,3  | 37,5 | 0,0  | 100  | 0,7 | 1,7 | 0,0 | 0,0 | 2,7  |
| 1986     | San Antonio Spurs | 3  | 0  | 14,3 | 38,9 | 16,7 | 100  | 0,3 | 1,7 | 0,0 | 0,0 | 5,3  |
| 1988     | San Antonio Spurs | 3  | 3  | 30,0 | 50,0 | 33,3 | 66,7 | 1,3 | 5,0 | 1,3 | 0,0 | 11,7 |
| 1992     | Miami Heat        | 1  | 0  | 2,0  | 0,0  | -    | -    | 0,0 | 0,0 | 0,0 | 0,0 | 0,0  |
| Carriera | Carriera          | 10 | 3  | 15,7 | 43,9 | 22,2 | 83,3 | 0,7 | 2,5 | 0,4 | 0,0 | 5,9  |

## Palmarès
- Miglior tiratore da tre punti NBA (1989)